# Голод до правди
«Голод до правди» — україно-канадський документальний фільм 2017 року про геноцид українського народу, Голодомор 1932—1933 років та війну на сході України франко-американського режисера та продюсера Андрія Ткача.
Фільм базується на архівних документах, у ньому представлені рідкісні тривимірно оцифровані фото з альбомів Александра Вінербергера. Прем'єра фільму відбулась в ефірі телеканала «UA:Перший» 8 травня 2017 року, в День пам'яті та примирення. Після доопрацювання остаточна версія демонструвалась 21 травня 2017 року в Українському домі

## Сюжет
Канадська журналістка Рея Клайман на четвертому році перебування в Радянському Союзі вирушає в автомобільну подорож з Москви до Києва. Так, подорожуючи Україною у 1932 році стає свідком початку штучного голодомору. Звикла до реалій тоталітарної держави канадійка вражена побаченим. Вона висвітлює проблему, за що її з клеймом «буржуазна порушниця спокою» вигнали з Радянського Союзу. Вона одна з перших і єдиних, хто намагається донести світову про геноцид проти українського народу.
Автори фільму "Голод до правди" співвіднесли паралелі методам сталінського режиму в СРСР і режиму президента Росії Володимира Путіна 1932 та 2016 років.
Зокрема, вже під час війни 2014—2020 років на сході України страждає родина спецпризначенця Збройних сил України Сергія Глондаря. Він потрапив до полону в бою під Дебальцевим після того, як за угодою «Мінськ-2» російські гібридні сили мусили перейти до перемир'я.

## Фільмування
Документальну стрічку знято на замовлення Канадсько-української фундації у співпраці з об'єднанням «Вавилон-13».

### Команда фільму
- Режисер і продюсер — Андрій Ткач;
- Режисер — Володимир Тихий;
- Оператор — Сергій Стеценко;
- Співпродюсер — Денис Воронцов;
- Режисер монтажу — Роман Любий;
- Художники — Сергій Захаров і Олексій Терехов[2].
- Аніматор — Олексій Терехов
- Звукорежисер — Михайло Закутський

## Демонстрація
Фільм вперше було продемонстровано в ефірі телеканалу «UA:Перший» 8 травня 2017 року, в День пам'яті та примирення. Після доопрацювання остаточна версія демонструвалась 21 травня 2017 року в Українському домі. У США фільм вперше було показано 17 листопада 2018 року.

## Музика
У стрічці звучать пісні Джамали, ONUKA, гуртів ДахаБраха і Dakh Daughters.

## Нагороди
- 2018 USA Film Festival (Ендрю Ткач)